# Rodrigo Millar
Rodrigo Javier Millar Carvajal (Arauco, 3 november 1983) is een Chileense voetbalspeler die in het seizoen 2015/16 op huurbasis uitkomt voor de Chileense club Monarcas Morelia. Hij wordt gehuurd van het Mexicaanse Atlas Guadalajara.

## Carrière

### Huachipato
Millar begon zijn carrière in 1999 bij CD Huachipato uit zijn geboorteland Chili. Op 30 april 2000 maakte hij zijn debuut voor de club in de Chileense Primera División tegen CD Santiago Wanderers. Zijn eerste doelpunt maakte hij tegen CSD Rangers de Talca in een wedstrijd die 1-1 eindigde. In het seizoen 2003 werd Millar een volwaardig lid van de eerste selectie en wist hij twaalfmaal te scoren in 32 wedstrijden, waarna verschillende teams uit Europa interesse in hem toonden.
Op 6 maart 2004 werd bekendgemaakt dat Millar een trainingsstage mocht afwerken bij Bundesligaclub Hertha BSC. Na een goede indruk achter gelaten te hebben werd besloten hem het seizoen er op te kopen. Vanwege zijn goede prestaties werd hij tevens uitgenodigd voor de Copa América 2004 om vervolgens nooit meer iets te horen van de Duitse club. Bij Huachipato wist hij dat seizoen erop 14 doelpunten te maken in 39 wedstrijden.
In juli 2006 werd Millar in verband gebracht met CD Tenerife uit de Segunda División A en de Russische club Terek Grozny. Hij verwierp van beide clubs het aanbod om persoonlijke redenen. Het seizoen daarop zou, mede door een reeks van blessures, een onregelmatig seizoen voor Millar worden en wist hij drie doelpunten te maken in acht wedstrijden.

### Colo-Colo
Op 14 december werd Millar in verband gebracht met de Chileense topclub Colo-Colo, waarna hij vervolgens op 16 december een driejarig contract bij de club tekende en officieel gepresenteerd werd als nieuwe speler van de club. In februari 2007 sloot hij aan bij de voorbereiding voor het nieuwe seizoen, maar moest gedwongen drie maanden aan de kant zitten na een blessure op de training.
Nadat hij volledig hersteld was maakte hij zijn debuut op 20 maart 2007 tegen het Venezolaanse Caracas Fútbol Club in de strijd om de Copa Libertadores. In datzelfde toernooi wist hij tevens zijn eerste doelpunt voor de club te maken in de 4-0 overwinning tegen LDU Quito. In zijn eerste volledige competitiewedstrijd tegen CD O'Higgins wist hij direct te scoren en werd hij benoemd tot man of the match.

### Once Caldas
Na een goede eerste seizoenshelft werd de tweede helft van het seizoen een zeer slechte voor Millar. Naast veel problemen buiten het veld te hebben werd hij veroordeeld tot de reservebank. Bijna maakte hij de overstap naar het Israëlische MS Ashdod, maar de clubs kwamen er samen niet uit. Omdat coach Claudio Borghi niet meer met Millar wou samenwerken werd besloten hem te verhuren aan het Colombiaanse Once Caldas.

### Colo-Colo
Na een seizoen in de Colombiaanse competitie waarin hij driemaal wist te scoren in 10 wedstrijden keerde hij terug naar Colo-Colo. Oorspronkelijk kwam Millar niet voor in de plannen van de nieuwe coach Fernando Astengo, maar toch werd door Millar besloten om terug te keren in juni 2008. Hij maakte zijn rentree tegen aartsrivaal Club Universidad de Chile in de wedstrijd voor de Copa Gato. Gedurende het seizoen maakte hij niet veel minuten in het team en zat hij vaker op de bank of kwam hij als invaller op het veld dan dat hij in de basis startte.
Met de komst van trainer Marcelo Barticciotto veranderde de situatie voor Millar en mocht hij altijd in de basis starten. In deze periode speelde hij goed en wist weer vaker te scoren. Als bekroning op een goed seizoen werd hij voor de derde keer in zijn carrière kampioen.
Op 14 februari 2009 bij de aanvang van het nieuwe seizoen wist Millar zijn eerste doelpunt van het seizoen te maken in de 2-0 overwinning op CD Universidad de Concepción. Aan het einde van het seizoen werd Millar, op 16 juni, een van de eerste voetballers die getroffen werd door de Mexicaanse griep. Na volledige hersteld te zijn van deze ziekte kon hij direct aansluiten bij de start van de Torneo Clausura tegen Club Provincial Curicó Unido.
In 2010 werd Millar verkozen tot Chileens voetballer van het jaar door de Chileense voetbalbond, dit leverde hem tevens een uitnodiging op voor de definitieve selectie van het Chileense elftal dat uit zou komen op het Wereldkampioenschap voetbal 2010. Met zijn club eindigde Millar tweede in de competitie met drie punten achterstand op kampioen CD Universidad Católica.
In het seizoen 2011 werd Millar benoemd tot de aanvoerder van het team na het vertrek van Arturo Sanhueza. Doordat er tevens een trainerswissel plaatsvond veranderde de rol van Millar vrijwel direct aangezien de nieuwe trainer Américo Gallego in zijn teamgenoot Andrés Scotti een betere captain zag.

### Atlas Guadalajara
In 2013 maakte Millar, na 6 jaar voor Colo-Colo gespeeld te hebben, de overstap naar het Mexicaanse Atlas Guadalajara. Hij debuteerde in de 1-0 verloren wedstrijd tegen Club Tigres. Zijn eerste doelpunt maakte hij in de wedstrijd tegen Club America die met 2-1 werd gewonnen. Voorgaande aan de start van de Torneo Apertura 2014 werd Millar aangewezen als aanvoerder van het team, ook verlengde hij in december van 2014 zijn contract met twee jaar.
Op dit moment is Millar verhuurd aan Monarcas Morelia uit zijn geboorteland Chili.

## Interlandcarrière
Hoewel hij al in 2002 debuteerde voor het nationale elftal van Chili, werd Millar in 2009 na zijn goede spel bij Colo-Colo weer opgeroepen. In 2010 behoorde hij tot de spelers die aanwezig waren op het wereldkampioenschap 2010 in Zuid-Afrika. Op dit toernooi wist hij in de eerste ronde te scoren tegen de latere wereldkampioen Spanje, later zou blijken dat dit het laatste tegendoelpunt was dat de Spanjaarden zouden incasseren gedurende het toernooi.
Millar zat ook bij de selectie tijdens de Copa América 2011 maar kwam gedurende het toernooi niet in actie. Bondscoach Jorge Sampaoli maakte in 2014 bekend dat Millar een van de 30 spelers was die was opgenomen in de voorselectie voor het Wereldkampioenschap voetbal 2014.
Millar was aanwezig in de voorselectie voor de Copa América 2015,maar haalde uiteindelijk niet de definitieve ploeg.

### Interlanddoelpunten
| Date             | Venue                                              | Opponent  | Score | Result | Competition                           |
| ---------------- | -------------------------------------------------- | --------- | ----- | ------ | ------------------------------------- |
| 5 september 2009 | Estadio Monumental David Arellano, Santiago, Chili | Venezuela | 2–2   | 2–2    | FIFA Wereldkampioenschap kwalificatie |
| 25 juni 2010     | Loftus Versfeldstadion, Pretoria, Zuid-Afrika      | Spanje    | 1–2   | 1–2    | 2010 World Cup                        |
| 15 november 2014 | Estadio CAP, Talcahuano, Chili                     | Venezuela | 4–0   | 5–0    | Vriendschappelijke wedstrijd          |

## Erelijst

### Club
Colo-Colo
- Primera División (Chili) (4): Apertura 2007, Clausura 2007, Clausura 2008, Clausura 2009

### Individueel
- Chileens voetballer van het jaar (1): 2010
- Chileense Primera División elftal van het jaar (2): 2009, 2010